# Нагрудный знак люфтваффе «За морской бой»
Нагрудный знак «Морской бой Люфтваффе» (нем. Seekampfabzeichen der Luftwaffe) — немецкая награда в виде нагрудного знака, которой награждался экипаж судов снабжения, спасения лётчиков на море и других специфических судов Люфтваффе.

## Основание награждения
Присуждалась по накоплению дней в море. 10 часов на воде приравнивались дню в море.
- Для экипажей судов снабжения Люфтваффе:
  - За 60 дней в море на Севере или Востоке между 5 и 20 градусов долготы.
  - За 20 дней в водах Средиземноморья, включая Эгейское и Чёрное моря.
- Для экипажей спасательных судов:
  - За 20 дней минимум с одной попыткой спасения или не менее 3-х часов в день.
  - За 10 дней в море с успешным спасением.

## Дизайн
Нагрудный знак представлял собой позолоченный цинковый венок из дубовых листьев, в центре которого помещено изображение судна с такелажем и дымящей трубой. Над судном расположен символ Люфтваффе — имперский орёл, сжимающий в когтях свастику.

## Правила ношения
Нагрудный знак носился с левой стороны сразу под Железным крестом 1-го класса или аналогичной ему наградой.